# ریچل بانهام
ریچل بانهام (انگلیسی: Rachel Banham؛ زادهٔ ۱۵ ژوئیهٔ ۱۹۹۳) بازیکن بسکتبال اهل ایالات متحده آمریکا است.